# 朴载弘
朴载弘（박재홍，1978年11月10日—），出生于韩国首尔，足球运动员，现效力于K联赛球队庆南FC，他曾经是韩国国家队的成员。

## 俱乐部生涯
朴载弘先后效力于韩国球队尚武、全北现代、全南天龙和罗马尼亚球队U Cluj。2008年，他回到韩国，加盟K联赛球队庆南FC。
2010年2月，中超球队江苏舜天签入朴载弘。2011年，朴载弘重新加盟庆南FC。

## 国家队生涯
朴载弘曾经代表韩国国奥队参加2000年悉尼奥运会。他也代表韩国国家队参加2000年亚洲杯足球赛和2004年亚洲杯足球赛。